# Þorgils Þórðarson
Þorgils Þórðarson (Thorgils Thordharson, 937-1022) también Þorgils örrabeinstjúpr (del nórdico antiguo,  significa «hijo adoptivo de la cicatriz en la pierna»),  fue un caudillo vikingo de Traðarholt, Stokkseyri, Árnessýsla en Islandia.  Hijo de Þórður dofni Atlason (n. 916) y Þórunn Ásgeirsdóttir (n. 921), es el personaje principal de la saga Flóamanna, donde resalta uno de los capítulos cuando Þorgils participa en viajes por Escandinavia, islas británicas y los primeros años de los asentamientos vikingos en Groenlandia, viviendo penurias y adversidades, entre ellas el rudo invierno ártico, hambruna, enfermedades y un conflicto interno que desemboca en el asesinato de su esposa para finalmente llegar al asentamiento oriental con un puñado de supervivientes. En otro capítulo Þorgils sueña con Thor, el dios del trueno en el paganismo nórdico, que le recrimina haber abandonado la religión de sus ancestros y en la misma noche el mejor  jabalí de su piara muere y al día siguiente evita comer de su carne ya que entendió que el dios se había tomado su propio sacrificio.

## Vida
Amigo íntimo de Erik el Rojo, fue invitado a visitar los nuevos asentamientos en Groenlandia y tras convencer a su esposa Thorey, junto a Thorlief, el hijo que tenían en común, se dirigieron a la presunta tierra prometida. Compró un barco y convenció a otros a acompañarle, un tal Col y sus hermanos, Starkad y Gudrun. Diez thralls (esclavos) y ganado. En total diecisiete personas y a ellos se sumaron otro aventurero llamado Iostan, su esposa Thorgerd y el hijo de ambos Thoarin, y su grupo que sumaban otros trece. Durante su asentamiento en Helluland (hoy Isla de Baffin), al regreso de una expedición a los glaciares con otros vikingos encontró a su esposa presuntamente asesinada por los esclavos a quienes habían confiado la hacienda y al pequeño Thorfinn (otro hijo nacido en el asentamiento) todavía mamando del cadáver. Como sabía que no sobreviviría y a falta de leche, lo mantuvo alimentado con su propia sangre. Del grupo de Iostan murieron prácticamente casi todos por escorbuto tras el primer Yule.
Helluland era una tierra dura, los veranos no llegaban a fundir del todo el hielo de los fiordos y muchos murieron en los inviernos siguientes. Thorgisl era cristiano converso y renunció a Thor, todas las desgracias que experimentó lo acusó por su renuncia a las viejas tradiciones y repudio de su dios pagano que se le presentaba en sueños recriminándole su apostasía. 
En Groenlandia también tuvo que hacer frente a situaciones de peligro como un grupo de forajidos y un agresivo y depredador oso polar. Su pequeño hijo Thorfinn dijo a su padre que había un perro blanco muy bonito en el exterior y salió corriendo a jugar, Thorgisl esperando lo peor salió tras él con su espada y se encontró con un oso polar que ya se había abalanzado sobre el niño. Sin dudar partió al oso en dos y salvó a Thorfinn que no sufrió heridas graves. Thorgisl se hizo muy famoso por esta acción, aunque a Erik el Rojo no le agradó, porque todavía mantenía costumbres paganas y veneraba a los osos.
Þorgils regresó a Islandia con una intachable reputación conseguida tras más aventuras en las islas británicas y Noruega. Volvió a casar a los 55 años y prosperó en su antigua hacienda de Islandia. A la edad de 70 años retó a un vikingo llamado Helge Easterling a un holmgang (duelo) y lo mató. A los 85 años cayó enfermo y tras una semana de agonía murió.

## Matrimonios e hijos
Þorgils se casó en tres ocasiones:
- Þórey Þorvarðsdóttir (n. 941), hija de Þorvarður Þórðarson (n. 911),[9] se casaron en 959 y tuvieron dos varones y una mujer:
  - Þórný Þorgilsdóttir (n. 960), que se casó con Bjarni Þorsteinsson (n. 962), también un personaje de la saga Flóamanna.[10]
  - Þorleifur (n. 967) y
  - Þorfinnur (n. 971).
- Guðrún (n. 950) con quien casó en 975, no tuvieron descendencia.
- Helga Þóroddsdóttir (n. 960), hija de Þóroddur Eyvindsson, con quien casó en 991 y tuvieron cuatro varones y una mujer:
  - Einar Þorgilsson (n. 992);
  - Illugi Þorgilsson (n. 994);
  - Þórður Þorgilsson (n. 996);
  - Jórunn Þorgilsdóttir (n. 998) y
  - Grímur Þorgilsson (n. 1000).